# 貴景勝貴信
貴景勝 貴信（たかけいしょう たかのぶ、1996年8月5日 - ）は、兵庫県芦屋市出身の力士。
貴乃花部屋より2014年9月場所にて初土俵を踏み、2019年3月場所終了後に大関に昇進。 2024年9月場所をもって引退するまで幕内最高優勝4回などの成績を残した。引退後は年寄・湊川を襲名し常盤山部屋の部屋付き親方になった。
本名及び2016年11月場所までの四股名は佐藤 貴信（さとう たかのぶ）。また2017年1月場所から2023年3月場所までは貴景勝 光信（たかけいしょう みつのぶ）の四股名を名乗った。

## 来歴

### 幼少期
芦屋市出身で、本名の「貴信」は当時現役の横綱だった貴乃花から1字を取ったものであり、そこに織田信長の「信」の字を加えてある。貴信少年の父は、「男に生まれたからには、天下を取らないと駄目だぞ」という思いを込めてこの名前を付けたという。幼少期はK-1ブームの中で過ごし、ジェロム・レ・バンナ、ボブ・サップなどのヘビー級の選手たちの試合をよく観戦していた。一人っ子である。一方臥牙丸の話によると、幼少期から相撲部屋に遊びに来ていたという。

### 小学生時代
貴信少年は5歳から仁川学院小学校3年次まで極真空手を習い、全国大会で準優勝の実績を残したが決勝で受けた判定に納得がいかなかった。「おかしい判定（反則）で負けにされた。判定がある競技はやりたくないと思った」と空手をやめた。
空手を教えていた父親が「身体能力、闘争心などを考えると、いい大学に入れるだけではもったいない」と考えていたため、その後興味を持った相撲に転向。3年生からは地元の道場（関西奄美相撲連盟）に通い始め、小学校4年生から6年生の間までは芦屋の実家から東京にある貴乃花部屋のキッズクラブまで稽古に通った。小学校時代は4年次にわんぱく相撲で全国3位、5年次に2位、6年次に3位の成績を収めている。
この時代、1回の食事で450gのハンバーグ3枚、牛丼特盛り3杯などのノルマを父に課せられ、小学4年生の頃に30㎏だった体重を2年間で約40㎏増加させた。増量のために食費は1ヶ月で30万円を費やした。2017年秋巡業中に行われた女子プロレスラーの神取忍によるインタビューでは、数日間で約20㎏増加したこともあった旨を明かした。父は仕事があるにもかかわらず中々食べ終わらない息子に付き合ったため、貴信少年は投げ出すことができなかったという。この増量に伴い学級で最も早かった短距離走が、最も遅くなり、リレー選手に選ばれなくなったり、一時期ハンバーグが嫌いになったりしてしまったとされる。
食事のみならずトレーニング内容も父が考案した独特のもので、四つ足歩行での階段昇り、後ろ姿の坂道ダッシュなど、芦屋ではその行動から父子が奇人扱いされることもあった。相撲を始めたばかりで体が小さかった頃から「関取になる」と宣言していたが、周囲からは当初笑われたという。

### 中学時代
小学校卒業後は、相撲の強豪校の一つである報徳学園中学校に進学したが、2年次まで全く結果を出せず、角界入門もしくは高校進学に伴い7年間受け続けた父の指導から離れる前に父に恩返しできずに終わってしまうのではないかと不安に思っていたという。
3年次に全国中学生相撲選手権大会に優勝し、中学生横綱のタイトルを獲得する。その大会の決勝戦では、後に大相撲でライバルとしてぶつかり合う打越奎也と顔が合った。貴信にとって、この優勝は後に関取になったことよりもうれしかったという。
中学時代には大学生の宇良と稽古をすることがあったが、宇良との対戦成績は「五分五分」であったという。中学卒業後は角界入門か高校進学かで悩んでいたが、埼玉栄高等学校相撲部の山田道紀監督から「プロで活躍したいのなら、栄に来なさい」と勧誘されて高校進学を選んだ。

### 高校時代
高校には、特待生として入学した。中学横綱のタイトルを獲得したこともあって入学当初の佐藤はやんちゃ坊主であり、先輩にタメ口を聞くなど勘違いした行動が目立ったが、山田監督の指導によって礼儀作法を身に着けた。また、中学横綱であろうと先輩は容赦なく礼儀作法を教え、箸の上げ下げなども佐藤は細かく注意された。掃除、洗濯、米炊きなどもほかの部員と同じようにやらされる中で、食事を作ってもらえることや洗濯をしてもらえることが当たり前ではないと気付いた。実家でのハンバーグ中心の食生活で脂肪が多く付いていた体は、厳しい稽古と野菜中心の食生活によって130㎏から10㎏以上減って筋肉質なものに変わっていった。
相撲に関しては「最初から手がかからなかった」と山田監督が振り返るほど真摯であったといい、ある冬の夜の自主練習では通常より数段負荷がかかる爪先立ちで寒い稽古場に湯気が立つほど四股をやり込んでいた。高校時代は稽古を優先して修学旅行にも行かなかった。寮では山田監督が朝5時に起きて全員分のちゃんこを作ってくれていたので選手達は山田監督のために優勝しようという共通した思いを込めて相撲に取り組んだ。
山田監督のもと関東高等学校相撲選手権大会の無差別級で2連覇。全日本ジュニア相撲選手権大会の無差別級2連覇。他、高校全国大会7タイトル獲得。3年次に台湾で行われた世界ジュニア相撲選手権大会の無差別級で優勝するなど多くの大会で抜群の成績を残した。

### 入門後

#### 2014年
高校卒業後の進路はかねてより角界入門を希望しており、当初は2014年10月開催の国体終了後に入門する予定であった貴信少年であったが「プロへの気持ちが日に日に高まった」という理由で国体を待たずに、同年9月場所で貴乃花部屋に入門し本名を四股名にして初土俵を踏んだ。高校在学中（卒業内定前）に角界入りした力士の前例はあったが、9月場所での入門は異例の早さであり、入門以降は高校に通い卒業を目指して勉学に励む傍らで本場所の土俵に上がり番付を上げることとなった。尚、高校は最終的に原級留置も中途退学もすることなく2015年3月に卒業した。
入門当初、現在と変わらず小柄な佐藤は碧山の腕の太さや栃ノ心の太ももの太さを見て、大相撲では戦っていけないと自信を喪失した。当初の周囲の予想では、関取は無理だと思われていた。初めて番付に名前が載った2014年11月場所は7連勝で序ノ口優勝。

#### 2015年
1月場所は序二段優勝と順調に白星を重ねた。東三段目18枚目に上がった3月場所の3日目で富栄（後の俳優・富栄ドラム）に入門後初黒星を喫して連勝は15で止まったが、最終成績を5勝2敗として、続く5月場所で幕下に昇進。初の幕下で土付かずの6連勝としたが、13日目の7番相撲で髙木（現・髙立）との相星決戦に敗れて幕下優勝はならなかった。
9月場所でも再び土付かずの6連勝としたが、星違いで幕内経験者の東龍に敗れてまたもや7戦全勝とならず、6勝1敗となった8人でトーナメント形式の優勝決定戦に出場したが、決勝戦で千代翔馬に敗れて再び幕下優勝を逃した。その後は西幕下7枚目まで上がった11月場所で3連勝のあと4連敗で初めての負け越しを経験する。

#### 2016年
一旦番付を下げて、東幕下9枚目で迎えた2016年3月場所ではみたび土付かずの6連勝。13日目の7番相撲は幕内経験者の大岩戸との相星決戦を叩き込みで制し、3度目にしてようやく7戦全勝で幕下優勝を果たした。場所後の番付編成会議で5月場所での新十両昇進が決定した。
東十両13枚目で迎えた5月場所は、新十両力士としては15日制定着以降史上6人目（その中でも10代では史上初）となる無傷の8連勝で勝ち越しを決め、9日目で初黒星を喫したが14日目に2敗同士で千代の国との直接対決に敗れるまでは優勝争いの先頭に立つなど、千秋楽まで優勝争いを展開した（この場所の十両優勝は千代の国）。因みに優勝を逃したことにより新十両で中日勝ち越しを達成しながら優勝を逃すという、15日制定着以降では初の珍記録を作った。
7月場所では負け越したが、9月場所では10勝5敗、11月場所では12勝3敗で自身初の十両優勝を決め、2017年1月場所での新入幕を確実にした。場所後には、新入幕と同時にそれまで本名のままだった四股名を、上杉景勝にちなんで「貴景勝光信（たかけいしょう・みつのぶ）」へ改名した。

#### 2017年

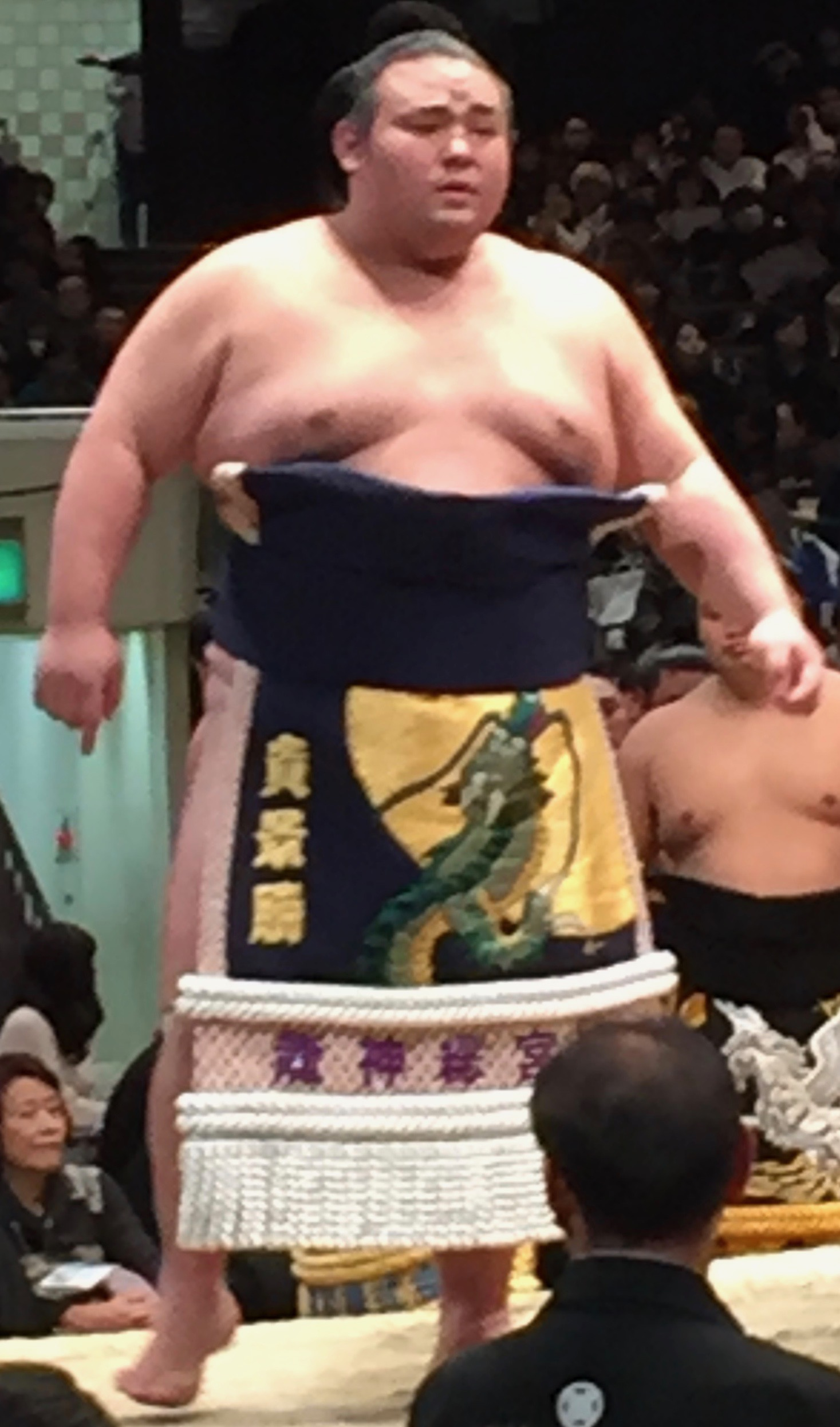
土俵入りする貴景勝（2017年1月21日撮影）。

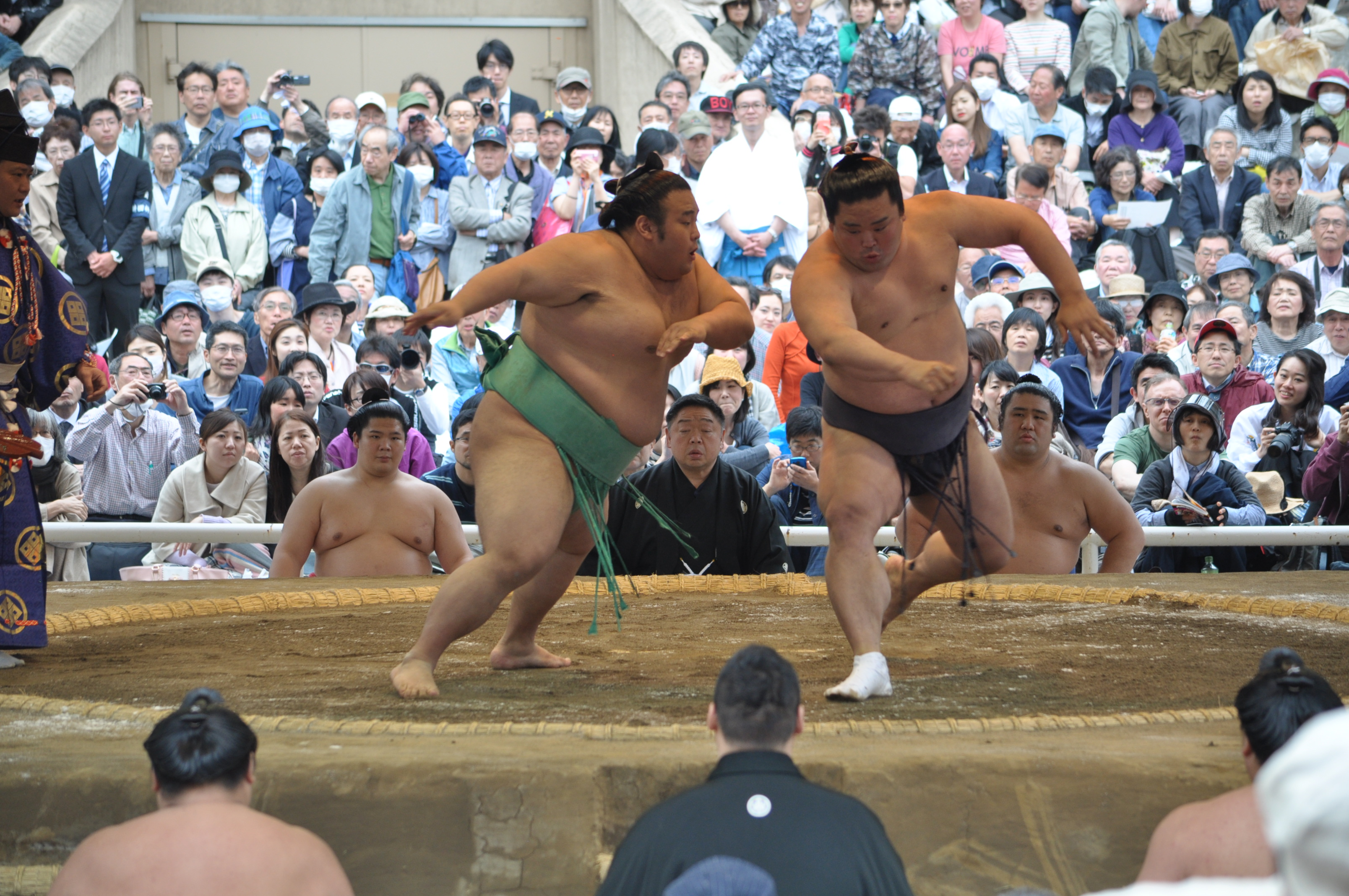
靖国神社奉納大相撲 貴景勝の相手は妙義龍（2017年4月17日撮影）。

新入幕となった1月場所は、初日から自分の相撲を取れず4連敗、しかしそこから4連勝で星を戻した。しかし9日目から3連敗を喫し、14日目に十両の大栄翔に敗れて8敗目、千秋楽は勝利をあげたが結局7勝8敗と新入幕勝ち越しとはならなかった。3月場所は3勝3敗の7日目以降8勝1敗と大きく星を伸ばし、最終的に11勝4敗で敢闘賞を受賞。
5月場所は2場所連続となる11勝4敗の好成績。特に11勝目はこの時点で同じ20歳でこの場所新入幕の阿武咲を破って得た白星であった。この場所で琴奨菊が東関脇2枚目で7勝8敗と負け越し、平幕で11勝を挙げた力士の中で貴景勝だけは最も高地位であったため、番付運次第では7月場所での新三役も有り得たが、三役から平幕に落ちる力士がいなかったため7月場所での新三役を逃した。それでも7月場所は西前頭筆頭まで地位を伸ばした。
7月場所4日目の白鵬戦では突き合いとなり、途中で離れたまま相撲が止まり、白鵬がぶつかり稽古のように胸を出すポーズを取った。8秒の間ができたが、呼びこまれるように差しに行った貴景勝はそのまま寄り切られて敗戦。結局大関以上との対決ではこの場所1勝しただけで休場した照ノ富士以外からは白星を得られず、5勝10敗と上位陣の壁に阻まれた。
9月場所は一進一退の星取りであったが14日目に6敗目を喫するまで優勝争いに加わっており、最終的に9勝6敗の勝ち越し。この場所は優勝した日馬富士から金星を獲得したことが評価され、殊勲賞を獲得。この場所は阿武咲も共に三賞を受賞したが、満年齢で言って最年少の幕内力士2人が揃って三賞を受賞した例としては5例目。
11月場所では横綱・日馬富士、さらに稀勢の里からも金星を獲得した。この場所は11勝4敗で殊勲賞を受賞し、2018年1月場所での三役昇進を確定的なものとした。

#### 2018年
1月場所は部屋の兄弟子貴ノ岩が被害者となった暴行問題に対して調査への協力を拒絶した貴乃花が理事を解任される事態となった上で迎えた。場所は5勝10敗と大敗に終わり、新三役場所は幕内上位の壁に跳ね返された格好となった。
西前頭3枚目で迎えた3月場所は6日目までに両関脇を破るなど3勝3敗の成績だったが、場所前から痛めていた右足首の状態が悪くなり、精彩を欠く内容で7日目から4連敗となった。そのまま場所11日目に「右足部挫傷で疼痛著明であり、約6週間の安静を要する見込み」との診断書を提出し、同日より入門以来初の休場。西前頭10枚目に番付を落とした5月場所は7日目までに幕内下位の力士を相手に2勝5敗と苦しんだが、中日以降は8連勝と調子を取り戻して10勝5敗。
西前頭3枚目で迎えた7月場所は、2大関1関脇、さらに同場所好調だった平幕・朝乃山に勝つなど存在感を発揮し、前場所に続いて10勝5敗。9月場所は4場所ぶりの小結に復帰し、9勝6敗と三役で初めて勝ち越した。
10月1日、師匠である貴乃花の日本相撲協会退職に伴い自身が所属する貴乃花部屋が消滅し、元小結の隆三杉が師匠を務める千賀ノ浦部屋に移籍した。
11月場所、初日に横綱の稀勢の里、2日目に大関の豪栄道に勝つなど6連勝と好調、7日目に御嶽海に敗れるものの、その後も好調を維持。14日目に優勝争いをしていた高安との直接対決には敗れたものの千秋楽は勝利、その千秋楽で優勝を争っていた高安が本割で敗れたため、小結において13勝2敗の成績で幕内初優勝を果たした。同優勝にまつわる記録は次の通りである。
- 小結の幕内優勝は事例が少なく、21世紀以降では初[42]、平成以降では2000年5月場所で優勝した魁皇（現・年寄：浅香山）以来18年6ヶ月ぶり4例目、1場所15日制定着（1949年5月場所）以降では6例目、昭和以降では9例目（小結#記録を参照）と、数える程度しかない。
- 22歳3ヶ月での初優勝は、年6場所制定着（1958年）以降では6番目の年少記録[43]。
- 初土俵から所要26場所目での初優勝は、年6場所制定着以降では1992年5月場所で初優勝した曙と並んで4番目に早い記録[43]。
- 初優勝の時点で関脇以上に在位歴がなかった小結力士の優勝は1993年3月場所の若花田（後の66代横綱・若乃花）以来5例目。

#### 2019年
1月場所は新関脇として臨み、直近2場所が三役（小結）だったため、成績次第では「三役に3場所連続で在位して延べ33勝」の目安をクリアでき、大関昇進の可能性があった。同場所は4日目に横綱・稀勢の里が引退したり休場者が続出し、中日の「平成最後の天覧相撲」も盛り上がりに欠ける相撲が目立ったが、貴景勝は阿武咲との対戦を押し出しで制し、存在感を見せつけた。10日目に髙安に敗れた時点で7勝3敗となり、同日時点で10戦全勝だった白鵬と3差で優勝争いからは遠ざかった。しかし白鵬が11日目より3連敗し14日目より休場、一方で自身が白鵬戦勝利も含め連勝を続けたことで、14日目を終えた時点で2敗の玉鷲を3敗で追う形となり、他力ながら連覇の可能性が生じた。もし千秋楽の本割で玉鷲が敗れ自身が勝ち、続く優勝決定戦で自身が玉鷲に勝てば、大相撲の優勝制度導入以降初の関脇以下での連覇を達成するところだったが、玉鷲の勝利によりその可能性は消滅、直後の大関・豪栄道戦では押し出しで完敗し最終成績は11勝4敗となった。勝った11番中9番が押し出しと押しに徹した場所であり、押し相撲を評価されて技能賞を初受賞。直近3場所で三役に在位した上で合計33勝を挙げたが、2018年11月場所に上位陣との対戦が少なかったこと、時々見せる引き技など相撲内容が良くなかったこと、千秋楽で大関の豪栄道に完敗したことを理由に大関昇進は見送りとなった。
3月場所は、10日目の鶴竜戦で勝ち越しを果たすも、14日目まで9勝5敗と以降は失速し、阿武松審判部長から「千秋楽の内容次第」と大関昇進について見解を示され、千秋楽を7勝7敗で迎える角番大関の栃ノ心との一番に昇進の行方が懸った。結果大関栃ノ心に完勝して10勝5敗で場所を終えた。阿武松審判部長は「私の記憶に残る中でこれだけ押し相撲で安定して白星を挙げられる力士はいなかった」と押し相撲を貫いた強さを高く評価し、協会に貴景勝の大関昇進を諮る臨時理事会を要請し了承され、27日に正式に大関に昇進した。前相撲から取って初土俵から所要28場所での大関昇進は、この時点で年6場所制定着（1958年）以降日本出身力士としては史上1位、全体でも史上6位のスピード記録である。直前場所が10勝止まりで大関に昇進したのは平成以降2例目。「押し相撲一本やりで大関に昇進したのは大受以来のことである」という声も聞かれた。
昇進伝達式では「大関の名に恥じぬよう、武士道精神を重んじ、感謝の気持ちと思いやりを忘れず相撲道に精進してまいります」と口上を述べた。大関昇進に伴い、貴景勝の母校の埼玉栄高校から新しい化粧まわしが贈られた。
5月場所、2勝1敗で迎えた4日目に寄り切りで御嶽海に勝利したが、貴景勝もこの取組で右膝内側側副靱帯を損傷し、このため5日目（5月16日）からは休場となったが、20代千賀ノ浦は「無理に（相撲を）取って相撲人生を終わらせるわけにはいかない。ゆっくり時間をかけて治して欲しい」と話した。再出場の8日目に碧山にはたき込みで敗れ、3敗目（2休）を喫し、9日目（5月20日）から再休場となった。
7月場所前の6月16日には都内で大関昇進披露宴が行われ、八角理事長や芝田山広報部長、横綱・白鵬・鶴竜、荒磯ら協会関係者をはじめ、両親、埼玉栄高の山田道紀監督ら約2000人の出席者が祝福に訪れている。
7月場所は、番付発表後となる6月29日になっても実戦的な稽古に復帰できないなど調整の遅れが報じられた。最終的には千賀ノ浦の休場勧告を受け入れることを同日夕に申し出た。この休場により、貴景勝は大関を僅か二場所で陥落する事になった。新大関から二場所で大関を陥落するのは2000年7月場所の武双山（後に特例復帰）以来19年振り、史上2人目である。7月31日、千賀ノ浦は貴景勝が治療・リハビリに専念するため夏巡業を休場し、9月場所の出場を目指すと明かした。
9月場所は場所前の不調とは裏腹に12日目に10勝に達し、大関特例復帰を達成した。12日目での大関特例復帰の確定は史上最速。大関復帰に加えて優勝争いでも単独首位となった。しかし、大関特例復帰確定の翌日に大関・豪栄道戦で敗れ3敗に後退。本割を終えて12勝3敗同士で御嶽海との優勝決定戦に出場したが、立ち合い御嶽海に踏み込まれもろ差しになられると、そのまま為す術もなく寄り切られる完敗を喫し優勝を逃す。技能賞候補に挙がっていたが大関陥落直後の場所などの理由で受賞は見送られた。千秋楽の優勝決定戦の際に左大胸筋を肉離れしており、6週間の加療機関を要すると貴景勝から説明を受けたことを、師匠の千賀ノ浦が翌23日に明かした。取組後はアイシングなどを行い、翌日午前中に都内の病院でMRI検査を受けたという。
大関に復帰した九州場所は、6日目までは下位の力士に3勝3敗と苦しんだが、7日目から5連勝で11日目に大関として初めての勝ち越し。だが、そこからは1勝3敗と失速し、結局、2桁勝利には届かず、9勝6敗に終わった。

#### 2020年
1月8日に尾車部屋で行われた二所ノ関一門連合稽古では大関特例復帰を目指す関脇・髙安と三番稽古を行い7勝3敗。元大関相手に稽古で大きく勝ち越したこの結果に北の富士は貴景勝が2020年1月場所を優勝するのではないかと予想し、舞の海も「貴景勝も、元に戻っている。膝、胸の影響もなかった。稽古場の力を出せば、優勝争いに絡んでくると思う」と話した。
1月場所はまわしを取られたり立ち会いから押し込めないなど、苦しい相撲が目立ったものの中日まで1敗を維持。9日目に正代との直接対決には破れたが、その後は白星を重ね終盤まで1敗の正代と德勝龍を2敗で追う形となった。しかし14日目新関脇である朝乃山に敗れ3敗へ後退し優勝争いから脱落した。千秋楽は異例となる幕尻で優勝争い1敗で単独先頭の德勝龍との取組が組まれたが、德勝龍に寄り切られ11勝4敗で終えたものの、大関として自身初めての2桁勝利となった。なお、この場所では豪栄道が大関から陥落し引退を表明、高安が大関特例復帰に失敗したため、3月場所は1982年1月場所以来38年2ヶ月ぶりの「一人大関」として迎えることとなった。
3月場所は前半を5勝3敗で折り返すものの、内容は本来のものと程遠く、場所前から違和感のあった左膝を痛めたのではないかという声も挙がった。その不安は悪くも的中し、11日目に6敗目を喫して黒星が先行。優勝争いを優先されて横綱・白鵬との対戦が組まれることなかったが、7勝7敗で千秋楽を迎えた。その一番は大関昇進を懸ける関脇・朝乃山との対戦だったが、大関の意地を見せられず押し倒しで敗れて負け越しが決まった。皆勤して負け越したのは小結だった2018年1月場所以来約2年ぶりとなり、7月場所は2度目の角番で迎えることとなる。また、朝乃山が場所後に大関に昇進したことにより38年ぶりの「一人大関」は1場所で終了した。
2度目の角番として迎える7月場所は東京開催となったが、「新型コロナウイルス感染症対応ガイドライン」に基づき観客を入れての開催となった。11日目に勝ち越し角番を脱出したが、左膝内即側副靭帯損傷により12日目から途中休場した。
9月場所は休場明けとなり、膝の状態も心配されたが、ここ数場所に比べて内容良く白星を並べ、中日を終えた時点で2敗で他8人と並ぶ展開に。その後、不戦勝もあってさらに星を伸ばしたが、13日目に10勝2敗同士で初優勝と大関昇進を狙う関脇・正代との対戦で敗れて3敗に後退。残り2日は新入幕優勝を狙う翔猿を、大関同士の対戦で朝乃山をそれぞれ下して12勝3敗で場所を終えた。
11月場所は、前場所に引き続き白鵬、鶴竜の両横綱が初日休場。さらに、大関朝乃山が3日目、新大関正代も5日目から休場。2横綱2大関が不在の中で1人大関となったが、重圧を感じさせない相撲を取り、幕内では自身初の中日勝ち越しで単独トップに立つ。9日目に翔猿に敗れたものの、優勝争いの先頭を保ち続けて、13日目に再び単独トップに立つ。千秋楽結びの一番で、一差で追いかける小結照ノ富士に敗れたものの、2敗同士の優勝決定戦で照ノ富士を押し出しで下し、大関昇進後初、11場所ぶり2度目の幕内最高優勝を決めた。11月場所終了時点で「2場所連続」で「優勝に準ずる成績」を残したが、直近3場所合計33勝かつ3場所前が途中休場を含む8勝であったため、とても場所後の横綱昇進を検討できるような成績と内容ではなく、報道や各界内部でもこの場所での昇進の話題は全く出なかった。
11月26日、所属する千賀ノ浦部屋が師匠の名跡変更で常盤山部屋へ改称されたことに伴い、常盤山部屋所属になった。
12月20日、「令和2年（2020年）第63回報知年間最優秀力士賞」に初めて選出された。横綱や他の大関不在の11月場所で大関の責任を果たす形の優勝、初の年間最多勝（5場所51勝）などが評価されたもので、「1年間積み重ねてやれてきた結果だと思う。うれしいです」と本人も喜びのコメントを出している。日本人力士の受賞は1998年の横綱・3代若乃花以来、22年ぶりであるという。休場者が多い中で皆勤に近く、大関として平均的な成績を残していることも評価点であった。

#### 2021年-2度の綱取り挑戦-
綱取りを目指して迎えた1月場所だったが、初日から4連敗を喫し、場所後の横綱昇進の可能性が完全に消滅した。その後も2勝7敗と星を伸ばすことができず、10日目に左足関節靭帯損傷の診断書を提出し休場し、予定されていた隠岐の海戦は不戦敗となり負け越しとなった。翌場所は綱取りから一転、自身3度目のカド番となった。この時、親方衆から太り過ぎと声が出ていたため、183kgまで太っていた体重を2ヵ月間で166kgまで減量した。
3月場所は12日目に隠岐の海を押し出しで破り、角番脱出。13日目には髙安が3敗へ後退したことにより先頭グループと星一つの差となり優勝争いに急遽加わる結果となった。しかし、千秋楽に大関復帰を狙う3敗で単独トップの照ノ富士に敗れ、10勝5敗で終えた。
照ノ富士の昇進によって、4大関となった5月場所は2日目に敗れた以外は順調に白星を重ねるが、9日目に大栄翔に敗れて2敗に後退した。この時点で、照ノ富士に2差をつけられる展開となった。その後は連勝を重ねるが13日目に、優勝争いに残っていた平幕の遠藤に不覚を取って3敗に後退。この時点で照ノ富士は1敗となっていたが、再び2差をつけられてしまう。14日目は正代との大関同士の対戦を制し、照ノ富士が遠藤に敗れたことで自力優勝の可能性が復活。千秋楽、星の差1つでの照ノ富士との直接対決を制して優勝決定戦にもつれ込む。その決定戦では叩き込みで敗れて優勝とはならなかったが、2場所続けて千秋楽まで優勝争いに絡む活躍を見せた。なお、横綱審議委員会では次の場所で優勝をすれば横綱昇進の話も出てくるとし、綱取りとなる。
7月場所では、初日に白星をあげるも2日目の逸ノ城戦で首を痛め翌3日目からは休場、再出場もせず負け越しとなり本場所も1月場所同様に綱取り場所での休場、負け越しとなった。この場所の逸ノ城戦がその後の首痛の悪化の原因になったと一般に言われている。
翌9月場所は自身4度目のカド番となる。
迎えた9月場所では、2日目には四つ相撲の霧馬山に押し出しで敗れるなど頭から当たる相撲が取れず苦しい序盤となる。初日からの3連敗を含めて、6日目が終わって2勝4敗の成績。だが、7日目からは徐々に持ち味を発揮し始めてそのまま6連勝として12日目に角番を脱出した。初日から3連敗した後に角番を脱出したのは史上初めての事となった。さらに優勝争いの先頭を走っていた新横綱の照ノ富士が2敗目を喫した事で優勝の可能性が出てくるも、同じく優勝争いをしていた平幕・妙義龍、照ノ富士に相次いで敗れて脱落した。千秋楽も関脇・御嶽海に完敗を喫して8勝7敗で場所を終えた。
11月場所は好調で7日目終了時点で全勝をキープしており、他に7日目時点で全勝は照ノ富士のみ。中日の逸ノ城戦は内容的に負けている相撲であったが髷掴みによる反則勝ちで白星を拾った。10日目の明生戦で押し出しに敗れて1敗に後退し、この時点で全勝は照ノ富士1人となった。結局14日目に照ノ富士の優勝が決定するが、この場所は終わってみれば最後まで優勝争いに加わった上での12勝3敗であった。

#### 2022年
1月場所は4日目から「右足関節靱帯（じんたい）損傷により約2週間の治療を要する見込み」との診断書を協会に提出して途中休場となった。師匠の常盤山は再出場させずに治療に専念させる意向を示した。
2月4日、協会は貴景勝が新型コロナウイルスに感染したと発表。3月場所を控える3月1日には関取衆と相撲を取る稽古を再開。
3月場所は自身5度目のカド番で迎え、11日目の琴ノ若戦で勝ち越しカド番を脱出したが、そこからは4連敗して8勝7敗に終わる。また、勝ち越しを決めた琴ノ若戦では琴ノ若が張り手や立合いの変化を行ったことに対し失望したのか取組後に花道を戻る際のフェンスを殴り、ネット上では物議を醸した。5月場所は他の2大関（御嶽海・正代）が負け越す中、6勝7敗から2連勝して千秋楽に辛うじて勝ち越したことで、3大関全員皆勤負け越しという史上初の不名誉記録は回避された。
7月場所では3日目の琴ノ若戦で、3月場所の仕返しなのか張り手と駄目押しを見せた。この場所は11日目に勝ち越しを決め、千秋楽に自身が照ノ富士から白星を挙げて11勝4敗としたことで逸ノ城が黒星を喫すれば11勝4敗同士逸ノ城、照ノ富士と優勝決定戦に進出できる状況となったが、逸ノ城は勝って12勝3敗で幕内最高優勝を果たし、自身は賜杯を逃した。
9月場所前は部屋の隆の勝を相手に三番稽古で13勝2敗と順調な仕上がりをうかがわせた。この場所は12日目に勝ち越しを決めたが、勝ち越しを決めた北勝富士戦は周囲の予想を裏切る立合い変化で叩き込みに仕留めている。この一番は優勝争いに加わっていた北勝富士にこの場所3個目の黒星を与えるものとなった。
11月場所前、北の富士は直近2場所で大関で2桁白星を挙げていることを指して優勝候補の筆頭に貴景勝の名前を挙げた。この場所は千秋楽に髙安・阿炎と12勝3敗で並んだことにより、幕内では1996年（平成8年）11月場所以来26年ぶりとなる巴戦に持ち込んだものの、くじ引きで初戦は休みとなり、初戦で髙安を破った阿炎に2戦目で敗れたことにより、阿炎に優勝をさらわれた。

#### 2023年
2023年1月場所初日前日の北の富士のコラムでは「まず一番は実績からみても貴景勝だろう。先場所も優勝は逃したが12勝は大きい」と優勝候補筆頭に挙げられた。しかし12日目に3敗目を喫した時点で場所後の横綱昇進は絶望的となった。それでも11勝3敗の相星対決となった千秋楽結びの一番で琴勝峰を下して自身3度目の幕内最高優勝を果たし、翌3月場所を綱取り場所とした。千秋楽一夜明け会見では、妻との間に息子が誕生していたことを明かした。
3月場所は初日から黒星を喫し、4日目で2敗目となるなど綱取りに暗雲が垂れ込めた。その4日目には前日まで巻いていなかったテーピングを左膝に巻いていた。6日目に押し切れない相撲で3敗目を喫し、この時点で綱取りが絶望視された。7日目から「左膝内側半月板損傷」のため途中休場した。
5月場所より四股名の下の名前を「光信」から初土俵時の本名である「貴信」に改名した。この場所は13日目の明生戦でカド番脱出を確定させた。
7月7日、両膝半月板損傷のため7月場所を初日から休場することが発表された。直前まで全く相撲を取る稽古が出来ず、出場すれば自身初のぶっつけ本番の場所であった。場所直前の大相撲の七夕企画においては短冊に「健康」と願い事を書いたが、皮肉にも休場する羽目となった。夏巡業は8月6日の仙台場所から途中参加。
9月場所は優勝争いが大混戦となった。まず11日目でカド番を脱出。3敗で迎えた13日目、2敗の熱海富士を直接対決で引きずり下ろしたが、14日目に豊昇龍に敗れ再び熱海富士と1差となった。しかし千秋楽に熱海富士が敗れて4敗で並び、貴景勝自身は大栄翔を破って優勝決定戦にもつれ込む。その優勝決定戦では熱海富士に対し変化、はたき込みで下して優勝を決めた。全休明けの大関が優勝するのは2003年3月場所の千代大海以来20年ぶり・2人目となる。また11勝4敗での幕内最高優勝は、15日制では最低タイの成績で、2017年9月場所に日馬富士が優勝して以来6年ぶりで、史上4例目のこととなった。場所直前に古傷のある首の異変を報じられた。
この11月場所は4日目の明生戦で1敗目を喫し、この場所での綱取りに向けて後がない状況となった。7日目の豪ノ山戦で2敗目を喫し、この場所での綱取りは厳しい状況となった。続く中日にはこの日から途中出場してきた朝乃山と対戦し、土俵際でもつれ一度は物言いがついたものの軍配通り下手投げで3敗目を喫し、この場所の綱取り失敗が事実上確定した。さらに11日目の琴ノ若戦では送り出しに敗れて4敗目を喫し、この場所での綱取りは絶望的な状況となり、綱取りを来場所につなぐことも不可能となり、したがって綱取りは完全に白紙となった。13日目の打ち出し後の取組編成では14日目に霧島と熱海富士の2敗対戦が決まり、どちらかが千秋楽を2敗で迎えるため、この時点で貴景勝の優勝の可能性が消滅した。最終的にこの場所は9勝6敗で終えた。

#### 2024年-関脇陥落、そして現役引退-
1月6日と7日の二所ノ関一門連合稽古は首痛により不参加。9日の横綱審議委員会による稽古総見でも首を気にする仕草が見られ、関取衆相手に2勝6敗と精彩を欠いた。
10日の段階でも首の不安で思うように稽古ができず、初場所は4日目に「頸椎症性神経根症により今後2週間程度の安静加療を要する見込み」との診断書を協会に提出して途中休場。
3月場所は古傷の首が懸念され、同月4日と5日の二所ノ関一門による連合稽古も欠席したが、常盤山は「先場所よりは首の状態もいい」と説明し、場所直前の7日に出場が決定。この場所は13日目に勝ち越しを決めてカド番を脱出したものの、その翌日から「右大胸筋損傷、頸椎神経根症で4週間の安静加療を要する見込み」との診断書を提出して休場した。5月場所もケガで2日目から途中休場。7月場所は全体的に黒星先行で精彩を欠き、13日目で照ノ富士に敗れ8敗目を喫した時点で、2度目の大関からの陥落が決まった。
一門の大関が協会に残れなくなることを危惧して年寄名跡を譲る意向であった元大徹から年寄名跡・湊川を取得していたことや、5年もの間務めあげた大関からの陥落が決まったことで場所後は現役を退くのではないかと危ぶまれたが、本人が関脇への陥落後も現役を続行し、大関特例復帰を目指すと公言した。9月場所前は相撲を取る稽古もままならず、場所前に相撲を取らないままぶっつけ本番で場所に挑むこととなった結果、初日の御嶽海、2日目の王鵬に連敗し、2日目取組後、貴景勝本人から休場したいと師匠の常盤山に申し出、頸椎の椎間板ヘルニアを理由として3日目から休場となった。9月12日の5日目の休場をもって、特例復帰に必要な10勝に届かないことが正式に確定したことで、この場所での大関復帰が完全に消滅した。
その後、9月場所13日目となる同月20日、日本相撲協会に引退届を提出し現役を引退、年寄・（14代）湊川を襲名した。大関からの陥落後1場所で引退するのは、2010年1月場所の千代大海以来となる。28歳1カ月での引退は、昭和以降の昇進で最高位が大関の力士では2位の年少記録。今後は常盤山部屋付きの親方として後進を指導する。

## 取り口
短躯肥満の体型を活かした突き押しが持ち味で、立合いのもろ手突きに始まりそのまま突き切るのが貴景勝の勝ち筋とされる。しかし、一方で四つになると全くと言って良いほど相撲にならず、捕まえられるとすぐに寄られるか投げられるかで負けることが非常に多い。2018年頃は叩き癖、我慢できずに廻しを取る癖があった。大関昇進以降も、調子の悪い場所では足が出ず、叩きに頼る場面が見られ、この頃になっても四つ相撲での弱さは千代大海をも凌ぐと言われる。また引き技や立合い変化に弱く、立合いからバッタリ倒れるあっけない相撲を口さがない相撲ファンから「ペタッと倒れ込んだカエルみたい」と揶揄されることもあった。後述する御嶽海戦でも慣れないもろ差しの体制から強引に出ていこうとした結果、怪我を負う結果になってしまっている。また、その体型での押し相撲から大関昇進後はスタミナ不足や怪我のリスクを親方衆に指摘されており、しばしば太り過ぎ、稽古不足と批判された。特にウエイトトレーニングばかりで相撲の稽古が足りないという指摘があった。大関昇進後も評論筋から押し一本で行くべきだ、あるいは押し相撲しかできないなりに押しに徹するべきだという意見が一定数あった。本人も四つ相撲の習得は考えてはいたようで、現役終盤は小手投げや掬い投げなど投げを模索していた。

## 年表
- 2014年9月場所 - 初土俵
- 2016年5月場所 - 新十両
- 2017年1月場所 - 新入幕
- 2018年1月場所 - 新小結
- 2019年1月場所 - 新関脇
- 2019年5月場所 - 新大関
- 2019年9月場所 - 関脇陥落
- 2019年11月場所 - 大関復帰
- 2024年9月場所 - 関脇再陥落、引退

## エピソード

### 土俵外の相撲関連
- 2017年11月場所中の記事によると、貴乃花部屋では午後9時消灯が基本であり、日の出前[注 3]から稽古を行うといい、貴景勝は夜の街には出掛けることは極めて少ない[151]。
- 栄養学に詳しい父が食べるものを厳格に選んでいたことが影響し、入門後も身体づくりのために栄養学を学んでいる[8]。
- 貴景勝本人は「胸の筋肉は、普通はこんなところは飛び出ないですね。（上半身を鍛えて）満足しがちだけど、逆三角形の体形は強くないですから」とボディビル体型には興味を示さず、むしろ尻まわりや太ももが発達した「洋なし体形」のUFCの選手を参考にしている[12]。
- 2019年9月場所で大関特例復帰決定に至るまでの4ヶ月の内1ヶ月半は、母校の埼玉栄高校で住み込んでリハビリを行った。師弟との関係を重視する大相撲でこのような調整は異例だが、師匠の千賀ノ浦は「大関だから自分のやることを信じればいい」と特例を認めた[69]。だが、このことから千賀ノ浦との不仲説が囁かれるようになった[152]。
- 2023年9月場所終了直後の報道によると、高校の同期の土佐緑、同じく同期にして3年連続でわんぱく横綱に輝いた清乃海（最高位・幕下）が付け人を務めている[153]

### 化粧廻し・染め抜き
- 入門当初の師匠・貴乃花の長男（花田優一）がデザインした化粧廻しを使用している[154]。
- 2018年7月場所には不動明王の描かれた染め抜きで場所入りした[155]。
- 2019年5月11日、埼玉栄高校から大相撲の慣例によって大関以上のみが着用を許される紫色を基調とした化粧廻しを贈呈された[156]。
- 2024年1月場所は「ジェラート ピケ」より贈呈された化粧廻しを使用して話題となった[157]。

### その他相撲関連
- 2018年3月場所の休場の悔しさから心機一転し、大好物のファーストフードと炭酸飲料を止め、栄養学についての勉強を始め、20種類以上のサプリメントを摂取するようになった[20]。
- 2019年3月場所の力士を指定する懸賞は、3月8日の申し込み段階ではトップとなる約250本。次点は豪栄道の約220本である[158]。
- 2019年3月場所の三賞受賞者の記念撮影では、巨漢の逸ノ城と碧山に挟まれて小柄さが強調された写真が撮影された。
- 大胸筋の負傷は貴景勝の心の重荷になったという見方があり、2019年11月場所直後の報道によると大胸筋の怪我をして心を閉ざしたためか記者とも口を聞かなくなったという[159]。
- 2019年12月19日、ヤクルトのイベントの席で、赤の新たな化粧まわしが贈呈された[160]。
  - そのイベントで上島竜兵（貴景勝と同じ兵庫県出身）と共演したが、上島は2022年5月場所4日目の11日未明に急死。そのことから、場所5日目には思いを込めてこの化粧廻しを使用した[161]。
- 取組前にまく塩の量が少ないことで知られているが、2020年2月に日本相撲協会の公式YouTubeチャンネルで公開されたインタビューの中で貴景勝は「塩は予想以上に滑りやすいので出来るだけ少なくしているんです」と答えている[162]。
- 2020年9月場所はリモート取材の要領が分からなかったため、中日まで取材に応じず9日目に初めて対応した[163]。
- 2022年の大相撲の七夕企画では「優勝」と祈願を行った[164]。
- 貴乃花が師匠であった頃はよほどのことがない限りテーピングの施術やサポーターの着用を許さない方針であったが、2023年1月場所中は背中にカッピングの跡が付いた姿で土俵に上がり、舞の海も「場所が終わってから治療を…」と苦言を呈した[165]。
- 高校の2学年後輩の豪ノ山とは数えきれないほど稽古した仲で、貴景勝は小学生時代から豪ノ山を知っている。2023年9月場所9日目で豪ノ山を破った1番は昔からの得意技である土俵際での突き落としを見抜いたものであり、カド番脱出が懸っていた状況なだけに「特定の感情になったら良くない。今日は今日で集中した」と思い出を封印していた[166]。
- 2023年に逃した懸賞は幕内で1位の686本[167]。

### 主義・主張
- 観客の事を「100%しか出せないものを、120%に引き上げてくれる」存在、「自分にとってのマイナスをかき消してくれる」存在としている[168]。
- 勝って驕らず負けて腐らずという意識は武士道が教えてくれたとしている[168]。負けた際のコメントは、たびたび「負けたのは弱いからです。」とそれ以上何も語らない。
- 現役時代は「相撲は殺し合い」という覚悟を持ち、馴れ合いに陥らないように他の部屋の力士とはつるまず、高校の先輩の大栄翔以外と親しく話すことはなかった[169]。現役引退後は社交的になったという[170]。

### 評価
- 幼少期に習っていた極真空手の指導者は「あんな負けん気の強い子どもは初めてだった。とにかく勝負事に負けることが大嫌いだった」と話している[171]。
- 2019年5月場所の再出場、2019年夏の埼玉栄高校での調整など独自の判断を繰り返した振る舞いから「師匠の千賀ノ浦を軽視している」という声もある。元横綱の三重ノ海も「そういう調整の方が落ち着くというところもあったのだろう」と察しつつ、師匠として1横綱3大関を育てた経験から「普通は部屋で稽古しながら治療をしていくもの」とくぎを刺した[172]。
- 2019年の日本相撲協会の「敢闘精神あふれる力士」アンケートでは6場所90日の内、幕内1位を23回記録。1位を記録した回数はこの年の全関取中トップ[173]。
- 格闘技作品を主体とする漫画家の板垣恵介も愛想が無く寡黙な貴景勝を、もし漫画に登場させたら見栄えするだろうと評価している[174]。
- 貴景勝は、角界入りした際には「その身長では関取は無理」と言われ、関取昇進を果たした際には「三役は無理」、三役に昇進した際は「大関は無理」と言われたが、その下馬評を悉く覆した。2021年1月場所は「最後にして最大の無理」である「突き押し一本で横綱昇進」に挑むと『大相撲ジャーナル』に報じられた[175]。
- 2020年代に入った頃には既に角界の一大潮流となっている埼玉栄高校出身力士だが、『週刊ポスト』は彼らを互助会活動とは無縁のガチンコ揃いと報じている[176]。
- 引退の際に『日刊ゲンダイDIGITAL』は若手親方が「安定感のなさが批判されましたが、逆に言えば、出世が難しいと言われる突き押し一本で大関に昇進、在位30場所で歴代大関2位の4度の賜杯を抱いたのはすごいこと」と現役時代を賞賛していた一方で「突き押ししかできない貴景勝がどういう指導をするのか、できるのか、興味があります」と今後の親方としての指導に期待と共に懸念を寄せていたことを伝えた[177]。

### 私生活
- 2019年2月3日放送分の『情熱大陸』によると都内の1LDKの賃貸マンションで一人暮らししており、慣れない自炊もしている。普段はゆで卵、ブロッコリー、カットトマト、ニンニク、鶏胸肉などが食卓に並ぶ[178]。
- 2020年九州場所前に結婚していたことを、九州場所千秋楽から一夜明けたオンラインによる会見で明かした[179]。妻は元大関の北天佑の次女で、オスカープロモーションに所属して有希奈の名前で活動したファッションモデルであったが、タレントを引退している[180][181]。結婚を機にかつて二十山部屋として使われた建物を新居として使っており、妻・義母と共に使用している。稽古場も部屋が存在していた当時と同様に利用している[182]。
- 旧貴乃花部屋で女将を務めていた河野景子には可愛がられており、初優勝を果たした際の報道によると、貴乃花部屋の消滅を機に一時「もう食べることができない」と嘆いていた一品であるにんにくの素揚げは消滅後も河野が作って送ってきてくれるという[183]。
- ボクシングが好きであり、2020年の大晦日に行われた井岡一翔と田中恒成のタイトルマッチを観戦して「感情を震わせるものがあった」と刺激を受けた[184]。
- 協会公式プロフィールによると、趣味は風呂、好きなTV番組、YouTubeチャンネル、漫画、アニメ、映画はなし、歌手の中島みゆきの大ファンである[185]。
- 2023年11月場所後は自身へのご褒美も兼ねて家族とお気に入りのステーキ店に行き、ほぼ生の焼き加減でステーキソースを目一杯塗りたくった4人前で5万2800円のTボーンステーキを一人で平らげた[186]。

### その他
- 2017年3月場所12日目にエディオンアリーナ大阪へ本場所の相撲観戦に訪れたフィギュアスケート選手の本田真凜に関して、「めっちゃ好きっす。結婚したいっす」と話していたことがスポーツ新聞で報じられた[187]。
- 母は元々角界入りには反対で、貴景勝の角界入り後もメディア露出は断っており[188]、親族だけでの記念撮影で登場した以外では公の場には出ていない[189]。
- 小学5年生か6年生の頃、春日野部屋の大阪場所宿舎、名古屋場所宿舎によく出入りしていた[190]。当時の彼は栃ノ心曰くおしゃべりであり、昼寝している栃ノ心や栃煌山に遠慮なく喋り掛け続けていたという[191]。
- 阪神タイガースのファンである[192]。しかし、2023年シーズンに阪神が18年ぶりのリーグ優勝を達成した際は「甲子園は行ったことがない、逆に。あまりに近すぎたんで」と明かしている[193]。
- 後援会長は、同じ兵庫県出身の元自治大臣・石井一が設立時から長く務めた。後援会の事務局も神戸市内の石井の事務所内にある[194][195]。
- 幼少時には、実家近くの西宮市苦楽園にある「焼肉酒家 蘭」に毎週通っていた。元々母親が贔屓にしていた店で、オーナーによれば「お母さんが、大関がおなかに入っている時から通ってくれていた」[196]。お気に入りはチャプチェで「ここのチャプチェは最高にうまい」という[197]。
- 貴景勝は元々食が細く、角界入り後もかなり無理をして食べていた。そのため、現役を引退して大量に食べる必要がなくなって以降体重が激減し、約7ヶ月で体重は40kgも落ちたという[198]。
- 苦手な食べ物は西瓜。理由はカブトムシの餌置きの匂いを思い出してしまうからだという。

## 合い口
現役力士（横綱・大関）
- 横綱・豊昇龍には8勝3敗。大関同士の対戦は貴景勝の1勝1敗。(貴景勝の引退後に横綱昇進)
- 大関・琴櫻には7勝5敗。大関同士での対戦は貴景勝の1勝1敗。
- 大関・大の里には2戦全敗。大関同士での対戦は1度も実現せず。（貴景勝の引退場所後に大関昇進。）
- 元大関・髙安には11勝10敗。大関同士での対戦は1度も実現せず。
- 元大関・朝乃山には7勝5敗。大関同士の対戦は貴景勝の2勝。
- 元大関・正代には16勝7敗。大関同士での対戦は6勝1敗。
- 元大関・御嶽海には本割では13勝14敗、優勝決定戦では1敗。大関同士の対戦では1勝1敗。
- 元大関・霧島には9勝9敗（不戦敗2含む）。

引退力士（横綱・大関）
- 元横綱・白鵬には1勝5敗。
- 元横綱・日馬富士には2勝1敗と勝ち越している。2017年9月場所・11月場所で2場所続けて金星を獲得。2017年11月場所の対戦は、結果的に日馬富士の現役最後の取組となった。
- 元横綱・鶴竜には1勝4敗。
- 元横綱・稀勢の里には3勝2敗と勝ち越しており、2017年11月場所では金星を獲得している。
- 元横綱・照ノ富士には本割では4勝7敗、優勝決定戦では1勝1敗。
- 元大関・琴奨菊とは、琴奨菊の大関陥落後に対戦して3勝2敗。
- 元大関・豪栄道には3勝8敗。大関同士での対戦はどちらかが休場などにより実現しなかった。（両者大関として唯一揃って皆勤出場した2020年1月場所は豪栄道の不調で割りが崩された）
- 元大関・栃ノ心には9勝3敗（不戦敗1含む）。大関同士での対戦は1度も実現せず。

### 幕内対戦成績
| 力士名   | 勝数 | 負数 | 力士名   | 勝数  | 負数 | 力士名   | 勝数 | 負数 | 力士名   | 勝数 | 負数 |
| -------- | ---- | ---- | -------- | ----- | ---- | -------- | ---- | ---- | -------- | ---- | ---- |
| 碧山     | 6    | 1    | 朝乃山   | 7     | 5    | 熱海富士 | 2*   | 2    | 阿炎     | 6    | 8*   |
| 荒鷲     | 1    | 1    | 勢       | 4     | 0    | 石浦     | 1    | 1    | 逸ノ城   | 10   | 8    |
| 宇良     | 12   | 4(1) | 遠藤     | 11(1) | 5    | 炎鵬     | 3    | 0    | 阿武咲   | 12   | 3    |
| 王鵬     | 2    | 1    | 大の里   | 0     | 2    | 隠岐の海 | 10   | 4(1) | 魁聖     | 3    | 2(1) |
| 臥牙丸   | 0    | 1    | 輝       | 3     | 3    | 鶴竜     | 1    | 4    | 稀勢の里 | 3    | 2    |
| 旭秀鵬   | 1    | 0    | 霧島     | 9     | 9(2) | 金峰山   | 0    | 1    | 豪栄道   | 3    | 8    |
| 豪ノ山   | 2    | 2(1) | 琴櫻     | 7     | 5    | 琴奨菊   | 3    | 2    | 琴勝峰   | 3    | 0    |
| 琴勇輝   | 1    | 0    | 佐田の海 | 4     | 0    | 志摩ノ海 | 2    | 0    | 正代     | 16   | 7    |
| 湘南乃海 | 0    | 1    | 松鳳山   | 3     | 1    | 蒼国来   | 0    | 2    | 大奄美   | 0    | 1    |
| 大栄翔   | 19   | 7(1) | 大翔丸   | 3     | 3    | 髙安     | 11   | 10   | 宝富士   | 11   | 3    |
| 豪風     | 1    | 0    | 玉鷲     | 15    | 8(1) | 千代鳳   | 0    | 1    | 千代翔馬 | 4    | 0    |
| 千代大龍 | 5    | 3    | 千代皇   | 1(1)  | 1    | 千代の国 | 0    | 3    | 千代丸   | 1    | 1    |
| 照強     | 1    | 0    | 照ノ富士 | 4*    | 7*   | 徳勝龍   | 1    | 2    | 栃煌山   | 6    | 2    |
| 栃ノ心   | 9    | 3(1) | 翔猿     | 6     | 7    | 友風     | 1    | 0    | 錦木     | 9    | 3(1) |
| 錦富士   | 4    | 0    | 白鵬     | 1     | 5    | 日馬富士 | 2    | 1    | 平戸海   | 1    | 2    |
| 豊昇龍   | 8    | 3    | 北勝富士 | 14    | 11   | 御嶽海   | 13   | 14*  | 翠富士   | 5    | 0    |
| 妙義龍   | 14   | 1    | 明生     | 9     | 7    | 豊山     | 3    | 1    | 嘉風     | 4    | 2    |
| 竜電     | 4    | 1    | 若隆景   | 6     | 5    | 若元春   | 5    | 5(1) |          |      |      |

※優勝決定戦（巴戦含む）では、照ノ富士に1勝1敗、熱海富士に1勝、御嶽海、阿炎にそれぞれ1敗がある。

## 主な成績

### スピード記録
- 初土俵から大関昇進までの所要場所数：28場所（歴代7位・年6場所制以降の初土俵力士の中では歴代6位）
- 初土俵から初優勝までの所要場所数：26場所（歴代4位タイ）
- 大関昇進：22歳7ヶ月22日（歴代9位）
- 新大関から関脇の最短陥落場所数：2場所（歴代1位タイ）
- 大関から関脇に陥落後の場所から10勝を挙げ復帰確定までにかかる日数（歴代1位・12日目）

### 通算成績
- 通算成績：441勝254敗116休（60場所）（番付外 1場所）
- 通算勝率：.635
  - 幕内成績：353勝219敗116休（46場所）
  - 幕内勝率：.617
    - 大関成績：216勝132敗102休（30場所）
    - 大関勝率：.621
      - 番付上1人大関成績：30勝22敗8休（4場所）番付上1人大関勝星は歴代1位
      - 番付上1人大関勝率：.576（歴代6位）

    - 三役成績：60勝33敗10休（7場所）
    - 三役勝率：.645
      - 関脇成績：33勝15敗10休（4場所）
      - 関脇勝率：.688
        - 新関脇成績：11勝4敗（歴代7位タイ・年6場所制以降では歴代5位タイ）
        - 新関脇勝率：.733（歴代7位タイ・年6場所制以降では歴代5位タイ）

      - 小結成績：27勝18敗（3場所）
      - 小結勝率：.600

    - 前頭成績：77勝54敗4休（9場所）
    - 前頭勝率：.588

  - 十両成績：39勝21敗（4場所）
  - 十両勝率：.650
  - 幕下成績：30勝12敗（6場所）
  - 幕下勝率：.714
  - 三段目成績：5勝2敗（1場所）
  - 三段目勝率：.714
  - 序二段成績：7勝0敗（1場所）
  - 序二段勝率：1.000
  - 序ノ口成績：7勝0敗（1場所）
  - 序ノ口勝率：1.000
- 年間最優秀力士賞受賞回数：1回（2020年）
- 年間最多勝回数：1回
  - 2020年（51勝21敗3休・年5場所では最少勝ち星）
- 幕内連続2桁勝利記録：4場所（2022年7月場所 - 2023年1月場所）
- 幕内優勝次点以上連続場所：2場所（2022年11月場所 - 2023年1月場所）
- カド番の回数：9回（歴代3位タイ）

### 各段在位場所数
- 通算在位：60場所
  - 幕内在位：46場所
    - 大関在位：30場所
      - 番付上1人大関在位：4場所（歴代1位）

    - 三役在位：7場所
      - 関脇在位：4場所
      - 小結在位：3場所

    - 平幕在位：9場所

  - 十両在位：4場所
  - 幕下在位：6場所
  - 三段目在位：1場所
  - 序二段在位：1場所
  - 序ノ口在位：1場所
  - 前相撲在位：1場所

### 三賞・金星
- 三賞：7回
  - 殊勲賞：3回（2017年9月場所、2017年11月場所、2018年11月場所）
  - 敢闘賞：2回（2017年3月場所、2018年11月場所）
  - 技能賞：2回（2019年1月場所、2019年3月場所）
- 金星：3個
  - 日馬富士：2個（2017年9月場所、2017年11月場所）
  - 稀勢の里：1個（2017年11月場所）

### 各段優勝
- 幕内最高優勝：4回
  - 2018年（1回）11月場所
  - 2020年（1回）11月場所
  - 2023年（2回）1月場所、9月場所
- 幕内最高優勝同点：3回（歴代5位タイ）
- 年間最多優勝：2回
  - 2020年（1回・白鵬、照ノ富士、正代、徳勝龍と並んで受賞）
  - 2023年（2回・霧島と並んで受賞）
- 十両優勝：1回（2016年11月場所）
- 幕下優勝：1回（2016年3月場所）
- 序二段優勝：1回（2015年1月場所）
- 序ノ口優勝：1回（2014年11月場所）

### 場所別成績
| | 一月場所 初場所（東京） | 三月場所 春場所（大阪） | 五月場所 夏場所（東京） | 七月場所 名古屋場所（愛知） | 九月場所 秋場所（東京） | 十一月場所 九州場所（福岡） |
| --- | ----------------------- | ----------------------- | ----------------------- | --------------------------- | ----------------------- | --------------------------- |
| 2014年 （平成26年） | x                       | x                       | x                       | x                           | （前相撲）              | 西序ノ口18枚目 優勝 7–0     |
| 2015年 （平成27年） | 東序二段10枚目 優勝 7–0 | 東三段目18枚目 5–2      | 東幕下55枚目 6–1        | 西幕下27枚目 4–3            | 西幕下21枚目 6–1        | 西幕下7枚目 3–4             |
| 2016年 （平成28年） | 西幕下13枚目 4–3        | 東幕下9枚目 優勝 7–0    | 東十両13枚目 11–4       | 西十両6枚目 6–9             | 東十両9枚目 10–5        | 西十両3枚目 優勝 12–3       |
| 2017年 （平成29年） | 東前頭12枚目 7–8        | 東前頭13枚目 11–4 敢    | 西前頭7枚目 11–4        | 西前頭筆頭 5–10             | 西前頭5枚目 9–6 殊★     | 西前頭筆頭 11–4 殊★         |
| 2018年 （平成30年） | 東小結 5–10             | 西前頭3枚目 3–8–4       | 西前頭10枚目 10–5       | 西前頭3枚目 10–5            | 西小結 9–6              | 東小結 13–2 殊敢            |
| 2019年 （平成31年 /令和元年） | 東関脇 11–4 技          | 東関脇 10–5 技          | 東大関2 3–4–8           | 東大関2 休場 0–0–15         | 西関脇 12–3             | 東大関2 9–6                 |
| 2020年 （令和2年） | 東大関 11–4             | 東大関 7–8              | 感染症拡大 により中止   | 東大関 8–4–3                | 西大関 12–3             | 東大関 13–2                 |
| 2021年 （令和3年） | 東大関 2–8–5            | 東大関2 10–5            | 西大関 12–3             | 西大関 1–2–12               | 西大関 8–7              | 西大関 12–3                 |
| 2022年 （令和4年） | 東大関 1–3–11           | 西大関 8–7              | 西大関2 8–7             | 東大関 11–4                 | 東大関 10–5             | 東大関 12–3                 |
| 2023年 （令和5年） | 西大関 12–3             | 西大関 3–4–8            | 西大関 8–7              | 東大関 休場 0–0–15          | 西大関 11–4             | 東大関 9–6                  |
| 2024年 （令和6年） | 西大関2 2–2–11          | 東大関2 8–6–1           | 東大関2 0–2–13          | 西大関2 5–10                | 西関脇2 引退 0–3–10     | x                           |
| 各欄の数字は、「勝ち-負け-休場」を示す。 優勝 引退 休場 十両 幕下 三賞：敢=敢闘賞、殊=殊勲賞、技=技能賞 その他：★=金星 番付階級：幕内 - 十両 - 幕下 - 三段目 - 序二段 - 序ノ口 幕内序列：横綱 - 大関 - 関脇 - 小結 - 前頭（「#数字」は各位内の序列） |                         |                         |                         |                             |                         |                             |

## 改名歴
- 佐藤 貴信（さとう たかのぶ）2014年9月場所 - 2016年11月場所
- 貴景勝 光信（たかけいしょう みつのぶ）2017年1月場所 - 2023年3月場所
- 貴景勝 貴信（- たかのぶ）2023年5月場所 - 2024年9月場所

## 年寄変遷
- 湊川 貴信（みなとがわ たかのぶ）2024年11月場所 -

## メディア出演

### テレビ番組
- 学校へ行こう!MAX（2007年6月5日、TBS）
- サンデースポーツ（2018年11月25日・2019年3月24日・2020年11月22日・2023年1月22日、NHK総合）
- ニュース シブ5時「能町みね子のシブ5時相撲部」（2018年11月26日・2019年5月10日、NHK総合）
- 別冊アサ（秘）ジャーナル （2018年12月24日、TBS）
- 情熱大陸 （2019年2月3日・2023年12月3日、毎日放送）
- 櫻井・有吉 THE夜会 （2019年2月7日、TBS）
- ジャンクSPORTS 大相撲スペシャル （2019年2月24日・2020年2月9日・16日、フジテレビ）
- 戦え!スポーツ内閣 （2019年3月6日・2020年1月8日、MBS）
- バース・デイ （2019年3月30日、TBS）
- 消えた天才 （2019年4月7日、TBS）
- スポーツ×ヒューマン 「弱くて楽しくなくて でも信じて 大相撲 貴景勝」（2019年4月8日、NHK BS1）
- 大相撲2019 新時代の息吹 （2019年12月29日、NHK総合）
- 大相撲特別場所 ～テレビ桟敷へようこそ〜（2020年5月31日、NHK総合）
- 大相撲ABEMA場所 〜記憶に残る名勝負100連発〜（2020年6月6日、ABEMA）
- 大相撲この一年 夢紡いだ支え（2020年12月30日、NHK総合）

### CM
- ヤクルト - ヤクルト1000（2020年1月 - ）[160][199]